# لیلا لیندهولم
لیلا لیندهولم (انگلیسی: Leila Lindholm؛ زادهٔ ۲۱ ژوئن ۱۹۷۵) نویسنده، آشپز، و مجری تلویزیون اهل سوئد است.